# ゴンドゥク語
ゴンドゥク語（チベット文字：དགོང་འདུས་; ワイリー方式：Dgong-'dus）は、シナ・チベット語族チベット・ビルマ語派に属する言語である。ゴンドゥビカ、ゴンドゥクパ・アン、ゴンドゥクセ・アンとも呼ばれる。ブータン東部のモンガル県のクリ川（クリチュ、「チュ」とは「川」の意味である。）付近のゴングドゥク村で話されている。

ブータンの言語分布